# Саут-Накнек (Аляска)
Саут-Накнек (англ. South Naknek) — переписна місцевість (CDP) в США, в окрузі Бристол-Бей штату Аляска. Населення — 67 осіб (2020).

## Географія
Саут-Накнек розташований за координатами 58°39′29″ пн. ш. 157°0′42″ зх. д. / 58.65806° пн. ш. 157.01167° зх. д. (58.658126, -157.011738).  За даними Бюро перепису населення США в 2010 році переписна місцевість мала площу 249,73 км², з яких 243,44 км² — суходіл та 6,30 км² — водойми. В 2017 році площа становила 232,80 км², з яких 226,50 км² — суходіл та 6,30 км² — водойми.

### Клімат
Громада знаходиться у зоні, котра характеризується континентальним субарктичним кліматом.
| Клімат Саут-Накнека     | Клімат Саут-Накнека | Клімат Саут-Накнека | Клімат Саут-Накнека | Клімат Саут-Накнека | Клімат Саут-Накнека | Клімат Саут-Накнека | Клімат Саут-Накнека | Клімат Саут-Накнека | Клімат Саут-Накнека | Клімат Саут-Накнека | Клімат Саут-Накнека | Клімат Саут-Накнека | Клімат Саут-Накнека |
| Показник                | Січ.                | Лют.                | Бер.                | Квіт.               | Трав.               | Черв.               | Лип.                | Серп.               | Вер.                | Жовт.               | Лист.               | Груд.               | Рік                 |
| Середній максимум, °C   | −5,4                | −3,8                | 0,2                 | 4,9                 | 11,4                | 15,5                | 17,4                | 16,7                | 12,8                | 4,9                 | −1,1                | −4,8                | 5,6                 |
| Середня температура, °C | −9,6                | −8,3                | −4,5                | 0,3                 | 6,3                 | 10,4                | 12,8                | 12,3                | 8,5                 | 0,7                 | −5,2                | −9,2                | 1,2                 |
| Середній мінімум, °C    | −13,7               | −12,8               | −9,8                | −4,3                | 1,2                 | 5,3                 | 8,2                 | 8,1                 | 4,2                 | −3,6                | −9,3                | −13,4               | −3,3                |
| Норма опадів, мм        | 25                  | 20                  | 22                  | 26                  | 33                  | 40                  | 58                  | 77                  | 76                  | 53                  | 37                  | 31                  | 498                 |
| Днів з опадами          | 10                  | 9                   | 10                  | 11                  | 12                  | 14                  | 15                  | 17                  | 17                  | 14                  | 12                  | 12                  | 153                 |
| ----------------------- | ------------------- | ------------------- | ------------------- | ------------------- | ------------------- | ------------------- | ------------------- | ------------------- | ------------------- | ------------------- | ------------------- | ------------------- | ------------------- |
| Джерело: Weatherbase    |                     |                     |                     |                     |                     |                     |                     |                     |                     |                     |                     |                     |                     |

## Демографія
Згідно з переписом 2010 року, у переписній місцевості мешкало 79 осіб у 35 домогосподарствах у складі 19 родин. Густота населення становила 0 осіб/км².  Було 130 помешкань (1/км²).
Расовий склад населення:
| - 82,3 % — корінних американців - 12,7 % — білих - 1,3 % — азіатів |

До двох чи більше рас належало 3,8 %. Частка іспаномовних становила 0,0 % від усіх жителів.
За віковим діапазоном населення розподілялося таким чином: 20,3 % — особи молодші 18 років, 70,8 % — особи у віці 18—64 років, 8,9 % — особи у віці 65 років та старші. Медіана віку мешканця становила 45,8 року. На 100 осіб жіночої статі у переписній місцевості припадало 139,4 чоловіків;  на 100 жінок у віці від 18 років та старших — 152,0 чоловіків також старших 18 років.
Середній дохід на одне домашнє господарство  становив 75 997 доларів США (медіана — 58 750), а середній дохід на одну сім'ю — 118 079 доларів (медіана — 102 500). За межею бідності перебувало 12,7 % осіб, у тому числі 0,0 % дітей у віці до 18 років та 0,0 % осіб у віці 65 років та старших.
Цивільне працевлаштоване населення становило 33 особи. Основні галузі зайнятості: публічна адміністрація — 33,3 %, будівництво — 18,2 %, транспорт — 12,1 %, роздрібна торгівля — 6,1 %.